# Crypthelia medioatlantica
Crypthelia medioatlantica is een hydroïdpoliep uit de familie Stylasteridae. De poliep komt uit het geslacht Crypthelia. Crypthelia medioatlantica werd in 1992 voor het eerst wetenschappelijk beschreven door Zibrowius & Cairns. 